# Mastodonte di Mombercelli
Il mastodonte di Mombercelli è lo scheletro fossilizzato di un proboscidato, l'Anancus arvernensis, vissuto nel Pliocene, circa 4 milioni di anni fa, ritrovato nella frazione Roeto del comune di Mombercelli, in provincia di Asti.

Si tratta di un esemplare vissuto nel Pliocene, in condizioni climatiche di tipo tropicale e in ambiente marittimo. 

Era alto all'incirca 2 metri e lungo 4 metri, con grandi zampe che gli permettevano di camminare in terreni paludosi. Si trattava di un esemplare di dimensioni piuttosto piccole, motivo per cui alcuni ricercatori pensano fosse una femmina o un esemplare di giovane età. Quest'ultima ipotesi è meno frequentemente accettata, in quanto la dentatura risulta completa.   
L'animale era dotato di zanne, ovvero di incisivi superiori, diritte (anancus significa infatti senza curva) che raggiungevano tre metri e 45 centimetri di lunghezza. Le zanne avevano funzione difensiva ma servivano anche per procurarsi il cibo; l'anarcus avernensis inforcava con esse grandi quantità di vegetali che venivano afferrate con la proboscide e infilate nella bocca.  
Il fossile presenta incisivi usurati, la cui lunghezza attuale è di 94 centimetri per una zanna e di 32 centimetri per l'altra.   
Aveva una corona dentale bassa, perché si nutriva esclusivamente di sostanze tenere come i germogli.  
La forma del cranio è, ad oggi, oggetto di discussione da parte degli studiosi. Alcuni sostengono che fosse uguale a quello dell'elefante attuale e altri che fosse completamente diverso. Anche sul probabile colore sono state avanzate ipotesi di vario tipo, ma non si possiede alcuna certezza in merito.  
Il Mastodonte era la preda preferita di un animale chiamato omoterio (homotherium) dalle dimensioni leggermente superiori a quelle di un leone. 
I resti dell'animale si trovano attualmente presso il vecchio Museo Paleontologico di Torino. 

## Storia del rinvenimento del fossile
Il fossile fu rinvenuto il 9 aprile 1954, nella regione Debatto, facente parte del territorio di Mombercelli. Angelo Fornaro, giovane figlio del proprietario di una cascina, stava compiendo lavori di sterro in prossimità della sua abitazione. Alla profondità di un metro circa s'imbatté in un blocco informe di grandi dimensioni. Pensando fosse un ceppo, tentò di spaccarlo, ma il tentativo fu vanificato dalla durezza dell'oggetto. Si accorse allora che si trattava di un osso pietrificato.
Avvalendosi dell'aiuto del padre Vincenzo, il giovane Angelo continuò a scavare riuscendo ad estrarre una mandibola di grandi dimensioni, munita di denti, un cranio e due lunghe zanne. Richiese quindi l'intervento di alcune autorità del paese che giunsero prontamente: si trattava del sindaco Giovanni Battista Tiotto, del Dott. Bertone, medico condotto, del veterinario, dott. Piano, di Giulio Zandrino, avvocato, del segretario comunale Monticone e di Mario Bozzi, maresciallo dei carabinieri; il gruppo di notabili convenne sulla necessità di informare la sovraintendenza alle antichità.
Angelo e Vincenzo Fornaro, ritenendo di poter incassare una ricompensa per il rinvenimento, tentarono di proteggere il reperto; sospesero quindi i lavori ed innalzarono attorno ad esso una sorta di palizzata. 
Ben presto la notizia si sparse nel paese, dal quale accorsero numerosi cittadini, incuriositi dall'insolito ritrovamento. Insieme ad essi giunse il professor Masoero, un giovane insegnante. Questi spiegò loro che quei luoghi, oggi collinari, un tempo ospitavano il mare, come risulta evidente dalla presenza, nel suolo, di uno spesso strato di sabbia grigiastra, tipicamente marina, all'interno del quale non è infrequente trovare conchiglie.
Il fossile fu prontamente ribattezzato dalla cittadinanza "Biagiodonte", in omaggio a san Biagio, patrono di Mombercelli, cui è dedicata l'omonima chiesa parrocchiale.
Alle 15,30 da Torino giungeva il sovraintendente alle Antichità e Belle Arti per il Piemonte, Dottor Carducci, accompagnato da due funzionari e dal professor Soccin, consulente tecnico. Il gruppo torinese si recò presso la cascina dei Fornaro per esaminare e prendere possesso del fossile. Il professor Masoero fece presente al sindaco Tiotto che, se avessero consegnato il fossile alla Sovraintendenza per le antichità, sarebbe stato trasportato a Torino, secondo Masoero sarebbe invece stato più opportuno trattenere il fossile dal momento che, proprio in quel periodo, si stava costituendo ad Asti un museo paleontologico.
- Prima di Asti e di Torino per me c'è Mombercelli -  dichiarò i sindaco - se il mammouth è una cosa così interessante possiamo anche tenercelo. Ad ogni modo io non lascio toccare nulla fino a quando non mi sarò consultato con il prefetto di Asti -.
Il dottor Carducci replicò che, per legge, qualsiasi antichità ritrovata appartiene allo Stato ma il primo cittadino di Mombercelli, pur accogliendo cortesemente le parole del sovraintendente, soggiunse che avrebbe consultato l'autorità tutoria. La questione passò così al vaglio del Prefetto di Asti, che si riunì, nella serata del 9 Aprile 1954, insieme a tutti i protagonisti della vicenda, per affrontare il caso.